# Verizon Communications
Verizon Communications Inc. /vəˈɹaɪzən kʌˌmjunɪˈkeɪʃənz ɪŋˈkɔɹpɚeɪtɪd/ , anciennement Bell Atlantic Corporation, est une entreprise américaine de télécommunications, présente sur le marché des services mobiles avec Verizon Wireless, dans le fixe aux États-Unis avec Verizon Telecom, sur le marché des entreprises avec Verizon Business et à l'étranger par l'intermédiaire de nombreuses filiales et participations. Son siège social est à New York et son centre d'exploitation principal est basé à Basking Ridge dans l’État du New Jersey.

## Histoire

### Bell Atlantic (1983-2000)
Bell Atlantic est l'une des Regional Bell Operating Company (compagnie régionale de téléphone) formée au moment du démantèlement d'AT&T en 1984. Bell Atlantic était alors constituée des compagnies suivantes :
- The Bell Telephone Company of Pennsylvania ;
- New Jersey Bell ;
- Diamond State Telephone ;
- C&P Telephone.

L'entreprise opérait alors dans les états du New Jersey, Pennsylvanie, Delaware, Maryland, Virginie-Occidentale et Virginie, ainsi qu'à Washington.
Bell Atlantic fusionne avec NYNEX en avril 1996 dans une opération évaluée à 23 milliards de dollars, alors que l'industrie des télécommunications s'engage dans une phase de consolidation. La fusion est approuvée par le conseil d'administration de Bell Atlantic le 20 avril 1996 et fait de Bell Atlantic le deuxième opérateur téléphonique aux États-Unis après AT&T avec 36 millions de clients. La fusion est complétée en 1997 après l'obtention des autorisations des autorités de régulation.
En 1999, Bell Atlantic annonce son entrée sur le marché des communications longues distances. L'entreprise dépose un dossier devant la FCC le 29 septembre 1999 à cet effet. Le Telecommunications Act de 1996 permet en effet aux opérateurs régionaux d'entrer sur ce nouveau marché à condition que leurs propres marchés aient été ouverts à la concurrence préalablement :

« Nous répondons aux conditions du Telecommunications Act. Nous méritons l'opportunité d'ajouter la longue distance à nos services, et notre clientèle ne demande rien d'autre »

— Ivan Seidenberg (PDG de Bell Atlantic)

### Verizon Communications (depuis 2000)
Bell Atlantic annonce un projet de fusion avec GTE (en) à l'été 1998 dans une opération de 65 milliards de dollars pour former le premier opérateur téléphonique américain. Cette opération d'ampleur majeure a été instruite par la FCC pendant près d'un an avant d'être approuvée en juin 2000. La nouvelle entité choisit un nouveau nom : Verizon Communications, et devient dès sa naissance un acteur majeur des télécommunications avec 63 millions de lignes téléphoniques fixes et 25 millions d'abonnés au téléphone mobile dans 40 États représentant 60 milliards de dollars de chiffre d'affaires et 150 milliards de capitalisation boursière.
En janvier 2006, Verizon achète pour plus de 8 milliards de dollars américain l'entreprise de téléphonie MCI, ajoutant ainsi à sa liste de clients le gouvernement des États-Unis et Hewlett-Packard. L'offre en actions et au comptant inclut la prise en charge de la dette de 4,9 milliards de dollars de MCI.
Le 5 juin 2008, Verizon Wireless a racheté l'opérateur mobile américain Alltel pour 28,1 milliards de dollars US et redevient le premier opérateur mobile américain.
Le 2 septembre 2013, Verizon annonce le rachat des 45 % de Verizon Wireless que détenait Vodafone, pour 130 milliards de dollars. Sur ces 130 milliards, 58,9 milliards seront payés en numéraire, 60,2 milliards en actions de Verizon et 11 milliards sous d'autres formes.
En février 2015, dans le but de se désendetter, Verizon vend à Frontier Communications pour 10,54 milliards de dollars des activités de télécommunications fixe situés en Floride, en Californie et au Texas. En parallèle, il vend à American Tower pour environ 5 milliards de dollars des infrastructures (pylônes) supportant ses antenne-relais de téléphonie mobile.
En mai 2015, Verizon acquiert AOL, présent dans la publicité mobile et possédant notamment le Huffington Post, TechCrunch et Engadget, pour 4,4 milliards de dollars.
En février 2016, Verizon annonce l'acquisition de XO Communications, entreprise américaine de télécommunication spécialisée dans la fibre optique, pour 1,8 milliard de dollars. En avril 2016, l'entreprise annonce l'acquisition pour 160 millions de dollars d'une participation de 24,5 % d'AwesomenessTV, entreprise spécialisée dans la gestion de chaînes YouTube, entreprise qui appartient par ailleurs à 51 % à DreamWorks. Le 10 mai 2016, Disney et Verizon annoncent avoir trouvé un accord dans le procès entamé par Disney en 2015 contre les petits bouquets de chaînes de Verizon au sein de son service Fios incluant ESPN,,,
En juillet 2016, Verizon annonce le rachat de l'activité internet de Yahoo! pour 4,8 milliards de dollars,.
En août 2016, Verizon annonce l'acquisition pour 2,4 milliards de dollars de Fleetmatics Group, une entreprise de logiciel de gestion de flottes de véhicules à distance dans le but de se développer dans le marché de la voiture connectée.
En décembre 2016, Verizon annonce la vente de ses 29 datacenters à Equinix pour 3,6 milliards de dollars. En mai 2017, Verizon annonce une offre d'acquisition de 3,1 milliards de dollars sur Straight Path Communications, à la suite d'une offre de moindre envergure d'AT&T sur ce dernier.
En août 2019, Tumblr est vendu à Automattic.
En septembre 2020, Verizon annonce l'acquisition de Tracfone, filiale américaine de carte en pré-paiement d'America Movil pour 6,25 milliards de dollars.
En mai 2021, Verizon annonce la vente au fonds d'investissement Apollo Global Management de ses activités dans les médias incluant les marques AOL, Yahoo ou encore TechCrunch pour 5 milliards de dollars, soit près de la moitié du montant qu'il avait déboursé pour les acquérir, tout en gardant cependant une participation de 10 % dans cet ensemble,.
En septembre 2024, Verizon annonce l'acquisition pour 20 milliards de dollars de Frontier Communications, lui permettant d'acquérir 2,2 millions de clients fibres, alors qu'il n'a que 7,4 millions de clients fibre.

### Identité visuelle (logotype)

Logo de 2000 à 2015.
Logo de 2015 à 2024.
Logo depuis 2024.

## Actionnaires
Liste des principaux actionnaires au 17 octobre 2021 :
| Nom                                                | %     |
| The Vanguard Group                                 | 7,38% |
| State Street Global Advisors (en) Funds Management | 3,96% |
| Berkshire Hathaway (Investment Management)         | 3,84% |
| Capital Research & Management                      | 3,59% |
| BlackRock Fund Advisors                            | 2,20% |
| Geode Capital Management                           | 1,68% |
| Northern Trust Investments (Investment Management) | 1,21% |
| Charles Schwab Investment Management               | 1,19% |
| Capital Research & Management (World Investors)    | 1,15% |
| Norges Bank Investment Management                  | 0,98% |

## Métiers

### Services mobiles - Verizon Wireless
- Verizon Wireless était une coentreprise avec Vodafone. Verizon détient désormais la majorité des actions, après le rachat de la part de Vodafone en 2013[28] ;
- Plus important opérateur mobile aux États-Unis sur la base du chiffre d'affaires (38 milliards de dollars US en 2006) et du nombre de clients ;
- Plus de 115 millions de clients en 2013[29] (60,7 millions en 2006) ;
- 75 000 salariés ;
- Technologies : CDMA et LTE (4G) ;
- Présent dans 49 des 50 plus importants marchés aux États-Unis ;
- 61,5 % des clients voix utilisaient également les services data en 2007 ;
- 22,3 milliards de messages texte (SMS) échangés au premier trimestre 2007 ;

### Opérateur fixe aux États-Unis - Verizon Telecom
(juin 2013).
- 32,9 milliards de chiffre d'affaires en 2006
- Activité d'ILEC (Bell Atlantic et GTE (en)) dans le Connecticut, le Delaware, le Maine, le Maryland, le Massachusetts, le New Hampshire, le New Jersey, New York, en Pennsylvanie, Rhode Island, le Vermont, en Virginie avec plus de 44 millions de lignes téléphoniques fixes (ce qui pour donner une idée représente par exemple 1,3 fois la taille du réseau téléphonique commuté Français qui comporte environ 34 millions de lignes).
- Près de 6,8 millions de foyers raccordés dans 16 états
- 864 000 clients FiOS Internet
- 348 000 clients FiOS TV
- Services pour les PME (FiOS Internet & DSL, liaisons louées T1/T3, Frame Relay, et RNIS)

### Services aux entreprises - Verizon Business
(juin 2013).
- 20,7 milliards de dollars US de chiffre d'affaires en 2006
- 130 000 clients entreprises
- 31 800 salariés
- Issu du rachat de MCI par Verizon en janvier 2006
- 94 % des 500 plus grandes entreprises sont clientes de Verizon Business
- 321 bureaux dans 75 pays
- Réseau IP présent dans plus de 2 700 villes dans 150 pays
- Possède des participations dans 65 câbles sous-marins au niveau mondial
- 8 infrastructures satellitaires aux États-Unis, Hawaï et Guam
- Verizon Business devient en 2008 le premier opérateur global à fournir un réseau Ultra Long Haul en Europe

## Le réseau de Verizon
(juin 2013).
- Le RTC de Verizon comprend environ 6 000 commutateurs traditionnels multi-constructeurs de capacités et d’âges très divers.
- Le trafic data et liaisons louées est maintenant majoritaire en volume (85 % du trafic).
- Le 7 janvier 2004, Verizon a annoncé qu’il va accélérer l’évolution de son réseau fixe RTC vers un réseau multiservices NGN structuré autour des transmissions de données par paquets afin d’offrir des services de voix sur IP et multimédias
- Verizon a déployé un réseau IP / Multiprotocol Label Switching (projet « Enterprise Advance ») avec QOS capable de fournir des services frame relay, ATM, SONET et Ethernet-over-SONET aux entreprises sur 56 marchés aux États-Unis.
- Investit dans le haut débit (DSL) et surtout le très haut débit par introduction de la fibre optique dans le réseau d’accès
- En migrant la voix sur ce réseau, l’opérateur réduit ses coûts, renforce ses positions dans le fixe combinées avec de nouveaux services voix sur IP enrichis et multimédias, étend ses services sur de nouveaux marchés.

## Verizon France
Cette filiale est située à Courbevoie 10 place des Iris. Elle a été créée en 1994. Son président est Frédérique Liaigre.
|                                        | 2014 | 2015 | 2016 | 2017 | 2018  | 2019  | 2020  | 2021 | 2022 |
| -------------------------------------- | ---- | ---- | ---- | ---- | ----- | ----- | ----- | ---- | ---- |
| Chiffre d'affaires en millions d'euros | 187  | 175  | 172  | 144  | 124,1 | 114,7 | 109,6 | 92,2 | 90,6 |
| Résultat net en millions d'euros       | +6,8 | +4,5 | +6,3 | +5,5 | +3,2  | +3,3  | +3,4  | +0,9 | -0,5 |
| Effectif moyen annuel                  | nc   | 298  | 277  | 249  | nc    | 251   | 253   | nc   | nc   |